# 1986 en Inde
Chronologie de l'Inde
- 1982
- 1983
- 1984
- 1985
- 1986
- 1987
- 1988
- 1989
- 1990

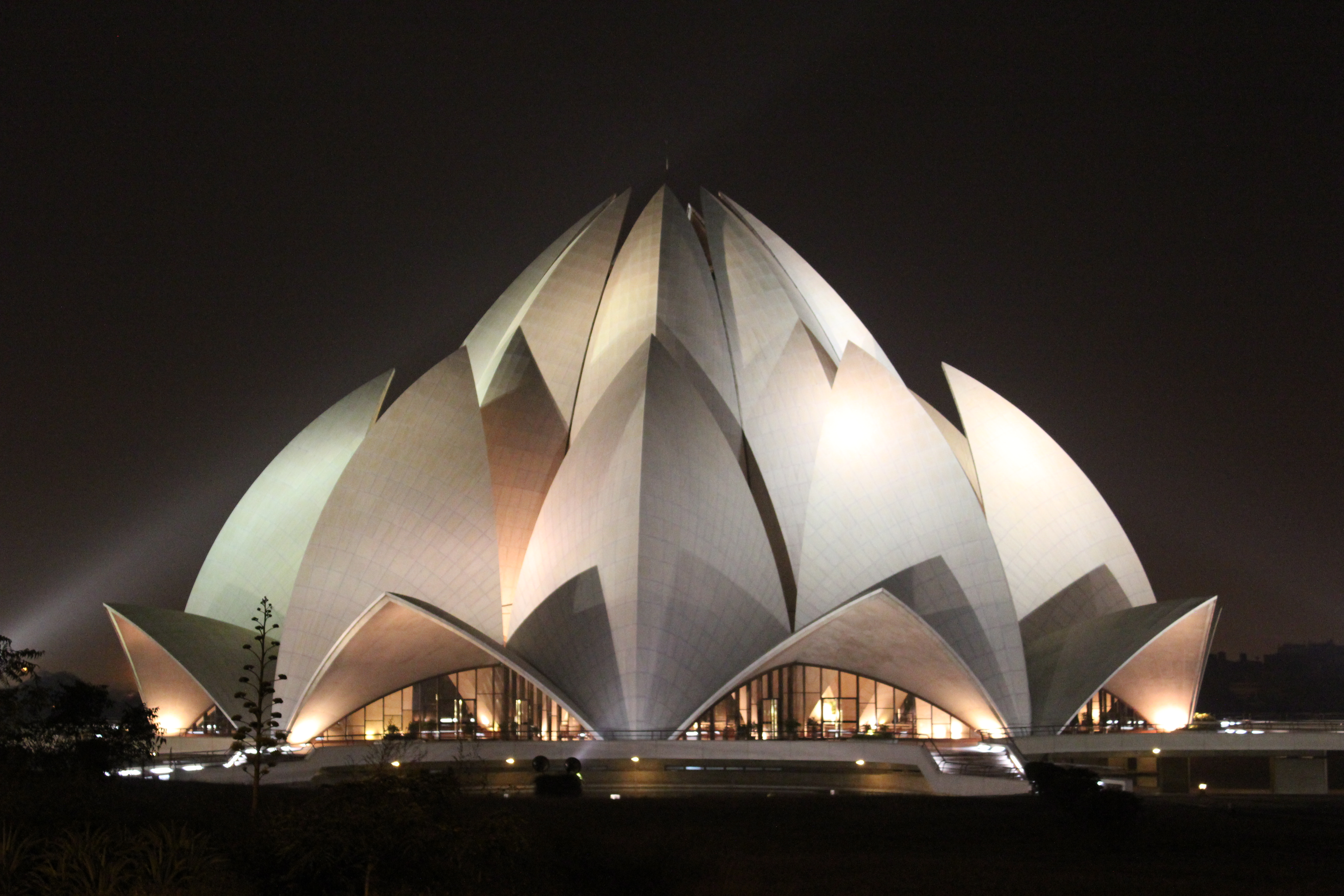
Inauguration du temple du Lotus à Delhi (site inscrit sur la liste du patrimoine mondial en Inde).

Cette page concerne les évènements survenus en 1986 en Inde :

## Évènement
- Insurrection au Pendjab (en) (1984-1995)
- Politique nationale en matière d'éducation (en)
- 25 mars : Disparition de l'An-32 de l'Indian Air Force (en)
- 30 avril : Opération Black Thunder (en) 1
- 30 juin : Accord de paix du Mizoram (en)
- 25 juillet : Massacre du bus de Muktsar
- 18 novembre-6 mars 1987 : Opération Brasstacks (en)
- 30 novembre : Massacre du bus de Hoshiarpur

## Cinéma
- 33e cérémonie des Filmfare Awards
- 33e cérémonie des National Film Awards (en)
- Karma, Nagina, Aakhree Raasta, Swarag Se Sunder (en) et Janbaaz sont les premiers films au box-office pour l'année.

Autres sorties de film
- - Allah Rakha
  - Genesis
  - Vikram

## Littérature
- Les Feux du Bengale, roman d'Amitav Ghosh
- Sakshi (en), roman de S. L. Bhyrappa (en)
- Talkative Man (en), roman de R. K. Narayan.

## Sport
- L'Inde remporte 4 médailles d'or aux Jeux asiatiques (en) de Séoul.

## Création
- Temple du Lotus